# Abbeville, Mississippi
Abbeville là một thành phố thuộc quận Lafayette, tiểu bang Mississippi, Hoa Kỳ. Năm 2010, dân số của thành phố này là 419 người.

## Dân số
- Dân số năm 2000: 423 người.
- Dân số năm 2010: 419 người.